# Alina
Alina ist ein weiblicher Vorname, der vor allem in Europa beliebt ist.

## Herkunft und Bedeutung
Er ist vermutlich eine Weiterentwicklung der Vornamen Adelheid oder Adelina, die beide „edel“ oder „erhaben“ bedeuten. Darüber hinaus wird er in slawischen Sprachen auch als Variante der Vornamen Galina, Halina und Jelena, die „strahlend“ oder „schön“ bedeuten, eingesetzt.
Die französische Variante des Namens ist Aline und zunehmend auch im portugiesischen und deutschen Sprachraum anzutreffen. Im Russischen entwickelte sich ferner die Variante Alena. Ein im Polnischen entstandenes und beliebtes Diminutiv des Vornamens ist Ala.

## Namenstag
- 18. August
- 5. Februar
- 28. August (Alina Poulangy)

## Bekannte Namensträgerinnen

### Alina
Als Künstlername oder Pseudonym:
- Alina, Deckname von Wanda Krahelska-Filipowicz (1886–1968), polnische Sozialistin und Mitbegründerin der Untergrundorganisation Żegota
- Alina Bronsky (Pseudonym; * 1978), russisch-deutsche Schriftstellerin
- Alina (* 1976), eigentlich Evelyn Alina Reina, deutsche Rapperin
- Alina (* 1985), eigentlich Alina Wichmann, deutsche Sängerin

Als Werk:
- Alina, Oper von Gaetano Donizetti

Vorname:
- Alina Astafei (* 1969), früher Galina Astafei, rumänisch-deutsche Hochspringerin
- Alina Bock (* 1984), deutsche Sängerin der Band beFour
- Alina Bondy-Glassowa (1865–1935), polnische Malerin
- Alina Cojocaru (* 1981), rumänische Solistin beim Royal Ballet
- Alina Dawletowa (* 1998), russische Badmintonspielerin
- Alina Dumitru (* 1982), rumänische Judoka
- Alina Fritsch (* 1990), österreichische Schauspielerin
- Alina Garciamendez (* 1991), US-amerikanische Fußballspielerin
- Alina Iwanowa (* 1969), russische Geherin und Langstreckenläuferin
- Alina Janowska-Zabłocka (1923–2017), polnische Schauspielerin und Widerstandskämpferin
- Alina Kabajewa (* 1983), russische Rhythmische Gymnastin
- Alina Kudrjaschewa (* 1987), russische Dichterin
- Alina Kornelli (* 2000), deutsch-österreichische Kitesurferin
- Alina Kowalska-Pińczak (* 1948), polnische Dirigentin
- Alina Levshin (* 1984), deutsche Schauspielerin
- Alina Lindermuth (* 1992), österreichische Schriftstellerin
- Alina Lopez (* 1995), US-amerikanische Pornodarstellerin
- Alina Merkau (* 1986), deutsche Moderatorin und Schauspielerin
- Alina Otto (* 1995), deutsche Handballspielerin
- Alina Pogostkina (* 1983), deutsche Geigerin
- Alina-Maria Popistașu (* 1980), rumänische Schauspielerin
- Alina Pușcău (* 1982), rumänisches Model
- Alina Reh (* 1997), deutsche Langstreckenläuferin
- Alina Reyes (* 1956), eigentlich Aline Patricia Nardone, französische Schriftstellerin
- Alina Rotaru-Kottmann (* 1993), rumänische Weitspringerin
- Alina Schaller (* 1997), österreichische Schauspielerin
- Alina Sokar (* 1992), deutsche Schauspielerin
- Alina Stiegler (* 1985), deutsche Moderatorin
- Alina Stiegler (* 1993), deutsche Schauspielerin
- Alina Süggeler (* 1985), deutsche Sängerin
- Alina Szapocznikow (1926–1973), polnische Bildhauerin und Grafikerin
- Alina Talaj (* 1989), belarussische Hürdenläuferin
- Alina Tumilowitsch (* 1990), belarussische Turnerin
- Alina Zellhofer (* 1987), österreichische Sportmoderatorin und Journalistin

### Aline
- Aline Abboud (* 1988), deutsche Journalistin
- Aline Black (1906–1974), US-amerikanische Bürgerrechtlerin
- Aline Bonetto, französische Szenenbildnerin
- Aline Bußmann (1889–1968), deutsche Schauspielerin, Hörspielsprecherin, Publizistin und Autorin
- Aline Rotter-Focken (* 1991), deutsche Ringerin
- Aline Frazão (* 1988), angolanische Singer-Songwriterin
- Aline Furtmüller (1883–1941), österreichische Politikerin der Sozialdemokratischen Arbeiterpartei
- Aline Hochscheid (* 1976), deutsche Fernsehschauspielerin und Regisseurin
- Aline Pellegrino  (* 1982), brasilianische Fußballtorhüterin
- Aline Mayrisch de Saint-Hubert (1874–1947), luxemburgische Frauenrechtlerin
- Aline Staskowiak (* 1976), deutsche Schauspielerin
- Aline Thielmann (* 1969), deutsche Fernsehmoderatorin
- Aline Valangin (1889–1986), schweizerische Schriftstellerin, Pianistin und Psychoanalytikerin
- Aline Valette (1850–1899), französische Sozialistin und Feministin
- Aline Zeler (* 1983), belgische Fußballspielerin